# West Covina
West Covina ist eine Stadt in Los Angeles County im Bundesstaat Kalifornien der Vereinigten Staaten. Das U.S. Census Bureau hat bei der Volkszählung 2020 eine Einwohnerzahl von 109.501 ermittelt.
Die geographischen Koordinaten sind: 34,06° Nord, 117,92° West. Das Stadtgebiet hat eine Größe von 41,7 km² und befindet sich etwa 30 Kilometer östlich von Los Angeles.

## Städtepartnerschaften
Partnerstädte von West Covina sind Ōtawara in Japan und Wuhu in der Volksrepublik China.
Von 1978 bis 2005 bestand ein Schüleraustauschprogramm zwischen der dortigen High School und dem damaligen Städtischen Gymnasium Moltkestraße in Gummersbach (Nordrhein-Westfalen, Deutschland).

## Sonstiges
In West Covina spielt die mit einem Golden Globe ausgezeichnete Serie Crazy Ex-Girlfriend mit Rachel Bloom.

## Söhne und Töchter der Stadt
- Tim Robbins (* 1958), Schauspieler, Regisseur und Drehbuchautor
- Lea Antonoplis-Inoye (* 1959), Tennisspielerin
- Craig Chester (* 1965), Schauspieler
- Troy Aikman (* 1966), American-Football-Spieler
- Darryll Lewis (* 1968), Footballspieler
- Julian Andretti (* 1970), Pornoschauspieler
- Jason Giambi (* 1971), Baseballspieler
- Ron Melendez (* 1972), Schauspieler
- Jeremy Miller (* 1976), Schauspieler
- Damion Reid (* 1979), Jazzmusiker
- Jennifer und Michele Steffin (* 1981), Kinderdarstellerinnen
- Larry Gordon (* 1987), Basketballspieler
- BeeJay Lee (* 1993), Sprinter

## Nachweise
1. ↑  Mayor Rosario Diaz. (abgerufen am 6. Februar 2023).
2. ↑  Explore Census Data Total Population in West Covina city, California. Abgerufen am 6. Februar 2023.
3. ↑  Jürgen Woelke: 25 Jahre Austausch mit der West Covina High School in Kalifornien. In: Schwarz auf Weiß. 2002, S. 28, abgerufen am 29. November 2019.
4. ↑  Daniel Oesterreich und Chrishtoph Lieblang: Schüleraustausch 2005 mit der West Covina High School. 2006, S. 14–16, abgerufen am 29. November 2019.